# Piggs Peak
Piggs Peak es una pequeña ciudad del norte de Suazilandia y un tinkhundla del distrito de Hhohho. 
Toma el nombre de William Pigg, un geólogo que encontró una mina de oro en esa localización en 1884. El lugar fue explotado hasta 1954. Actualmente se puede visitar en Piggs Peak la mina de Ngwenya, una mina de 43.000 años de antigüedad que pasa por ser una de las más antiguas del mundo. De ella se extraía especularita y hematita, minerales que eran usados para rituales religiosos y para cosmética.
Desde la ciudad se puede visitar la Reserva Natural de Malalotja, que contiene unas de las montañas más antiguas del mundo con 3.600 millones de años de antigüedad. En ellas se pueden ver las cataratas del Phophonyane en el río del mismo nombre, donde se está construyendo la presa de Maguga para proveer a la ciudad de agua y evitar los cortes de agua y para suministrar agua a la empresa contratista de la presa. En la reserva existen 300 especies de aves.
Antes de la independencia de Suazilandia de Gran Bretaña en 1968, Piggs Peak fue la capital del antiguo distrito homónimo. 

## Economía
La zona rural de Suazilandia tiene una economía de subsistencia. Piggs Peak tiene plantaciones de pinos dedicados a la explotación maderera y es una zona conocida por su artesanía.

## Organización territorial
El tinkhundla de Piggs Peak se divide en seis imiphakatsi: 
- Enginamadolo
- Ensangwini
- Kamkhweli
- Luhhumaneni
- Bulembu
- Ekwakheni